# Coenotephria nigrofasciata
Coenotephria nigrofasciata är en fjärilsart som beskrevs av Bytinsky-salz 1937. Coenotephria nigrofasciata ingår i släktet Coenotephria och familjen mätare. Inga underarter finns listade i Catalogue of Life.